# ジェミニ8号
ジェミニ8号 (英語: Gemini VIII) は、アメリカ合衆国の宇宙機関NASAが行ったジェミニ計画の6度目の有人宇宙飛行である。この飛行では史上初となる2機の宇宙機の軌道上でのドッキングが行われたが、同時にこれもアメリカ初となる、宇宙空間における乗員の生命を脅かすほどの深刻な機器の故障が発生し、飛行を緊急に中止する必要が迫られた。飛行士らは無事地球に帰還したが、このような緊急事態からの生還は他にアポロ13号の例があるのみである。
この飛行はアメリカの有人宇宙飛行としては12番目のもので、(高度100キロメートル以上を飛行したX-15実験機を含む) 当時の世界全体の記録としては22番目のものである。船長ニール・アームストロングは1960年に海軍予備役を退官していたため、アメリカの文官として二番目に宇宙に行った (最初に宇宙に行った米の文官は、X-15のフライト90で飛行したジョセフ・ウォーカーである)。史上初の文官による宇宙飛行を実現したのはソビエト連邦で、1963年6月16日にワレンチナ・テレシコワ （史上初の女性宇宙飛行士でもある）をボストーク6号で飛行させた。

## 飛行士
| 地位   | 飛行士                                             |
| ------ | -------------------------------------------------- |
| 船長   | ニール・アームストロング (Neil Armstrong) 初の飛行 |
| 飛行士 | デイヴィッド・スコット (David Scott) 初の飛行      |

### 予備搭乗員
| 地位   | 飛行士                                       |
| ------ | -------------------------------------------- |
| 船長   | ピート・コンラッド (Pete Conrad)             |
| 飛行士 | リチャード・ゴードン (Richard F. Gordon Jr.) |

 彼らがジェミニ11号の搭乗員になることが予定されていた。

### 支援飛行士
- ウォルター・カニンガム (ケネディ宇宙センターの通信担当官)
- ジム・ラヴェル (ヒューストンの通信担当官)

## 諸元
- 質量 : 3,789キログラム
- 近点・遠点 (最少) : 159.8キロメートル
- 近点・遠点 (最大) : 298.7キロメートル
- 軌道傾斜角 : 28.91度
- 地球周回時間 : 88.83分

### アジェナとのドッキング
1966年3月16日
- ドッキング開始 : 22:14 UTC
- ドッキング解除 : ~22:45 UTC

## 目的
ジェミニVIIIは3日間の飛行を予定しており、近地点161キロメートル、遠地点270キロメートルの軌道に打ち上げられたあと、4周目にアジェナ標的衛星とランデブーし、史上初のドッキングを行うことになっていた。アジェナとのドッキングは当初はジェミニ6号で予定されていたもので、標的衛星はこれ以前に高度298キロメートルの軌道にすでに打ち上げられていた。予定では4回に分けてドッキングが行われることになっていた。
最初のドッキングでは、デヴィッド・スコット飛行士は2時間10分にわたる意欲的な船外活動 (Extra-Vehicular Activity, EVA) を行うことになっており、実現すれば1965年6月にジェミニ4号でエドワード・ホワイトが宇宙遊泳を達成して以来のことになるはずであった。スコットは長さ7.6メートルの命綱に身を預け、地球を1周半する間にジェミニ宇宙船の前部接続部から原子核乳剤放射線実験装置を回収し、その後アジェナで流星塵の実験を行うはずだった。作業を終えるとジェミニに戻り、姿勢制御の微調整用の機器を、作業板のボルトを緩めたり締めたりして検査する予定になっていた。
スコットはEVAの間、アームストロングがアジェナからジェミニを切り離した後、宇宙船の後部接続部に収納されている船外活動支援機器 (Extravehicular Support Pack, ESP) を身につけテストすることになっていた。これは独自の酸素ボンベを搭載した背負い袋のような機材で、フロンガスを推進剤とする携帯式の特殊な姿勢制御装置と、長さ23メートルの延長の命綱が付属していた。彼はジェミニおよびアジェナと (18メートルまで離れて) 編隊を組み、ジェミニに搭乗しているアームストロングと共同していくつかの操作を行うはずだったが、ドッキング直後に発生した重大な飛行中の緊急事態で計画が中止されたため、このEVAを行うことはなかった。
この飛行ではまた、追加で三つの科学的実験と四つの技術的実験、および一つの医学的な実験が行われる予定だった。

## 飛行

### アジェナ標的衛星

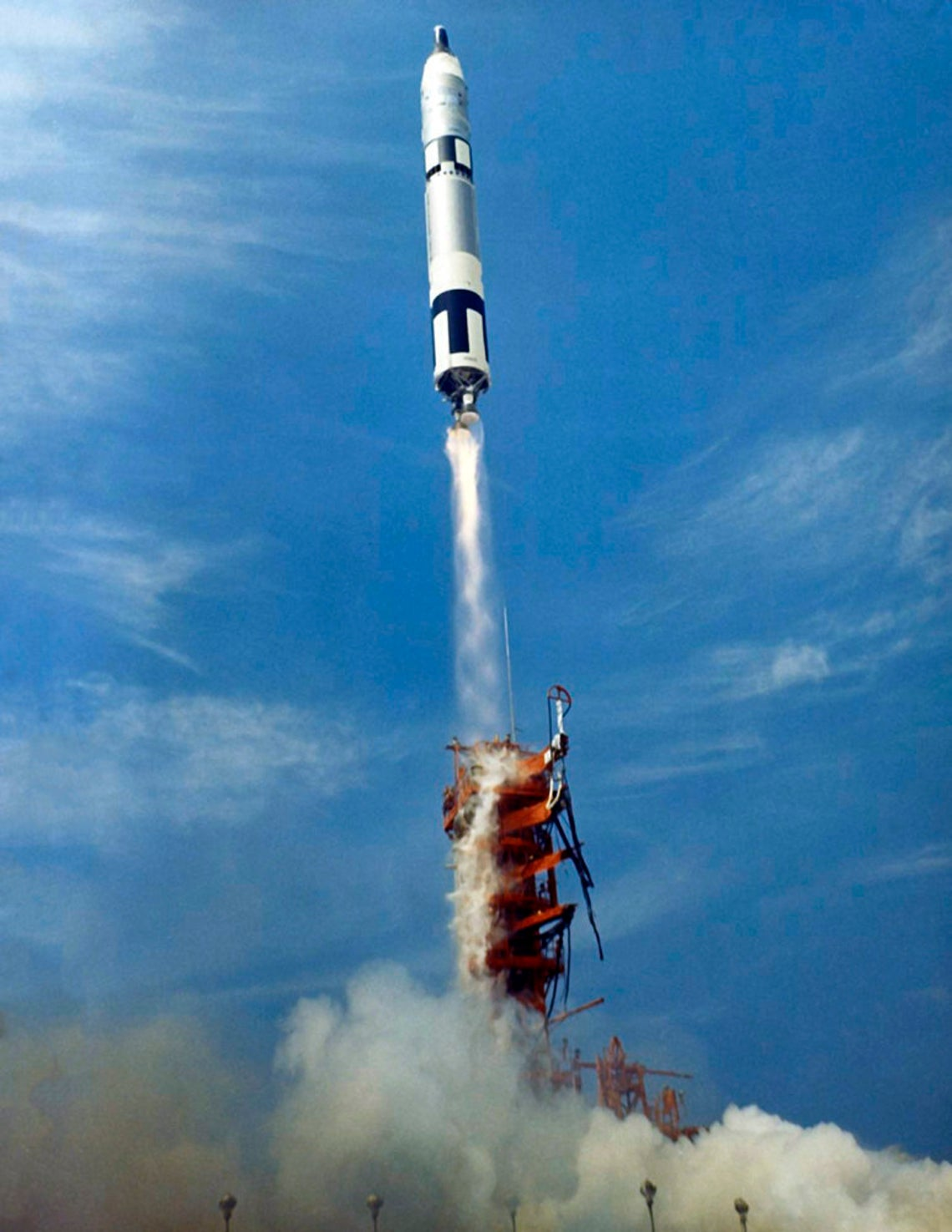
「ジェミニ8号」を打ち上げるジェミニ – タイタンロケット。1966年3月16日

この5ヶ月前、NASAはジェミニ6号のためにアジェナ標的衛星を打ち上げていたが、軌道投入の際にアジェナのエンジンが爆発したことによりアトラス・アジェナロケットの発射が失敗したため、計画は予定を組み直さなければならなくなった。この時点では、すべては完璧に進行していた。アジェナは高度298キロメートルの円軌道に乗り、自動制御でドッキングのための正確な高度に軌道修正していた。ジェミニ宇宙船自体も、1966年3月16日午前10時41分02秒 (東部標準時間) に、改良型のタイタンII型ロケットで近地点160キロメートル遠地点272キロメートルの軌道に打ち上げられていた。8号の発射は正常に行われ、タイタンIIと宇宙船双方に目立った異常は発生しなかった。

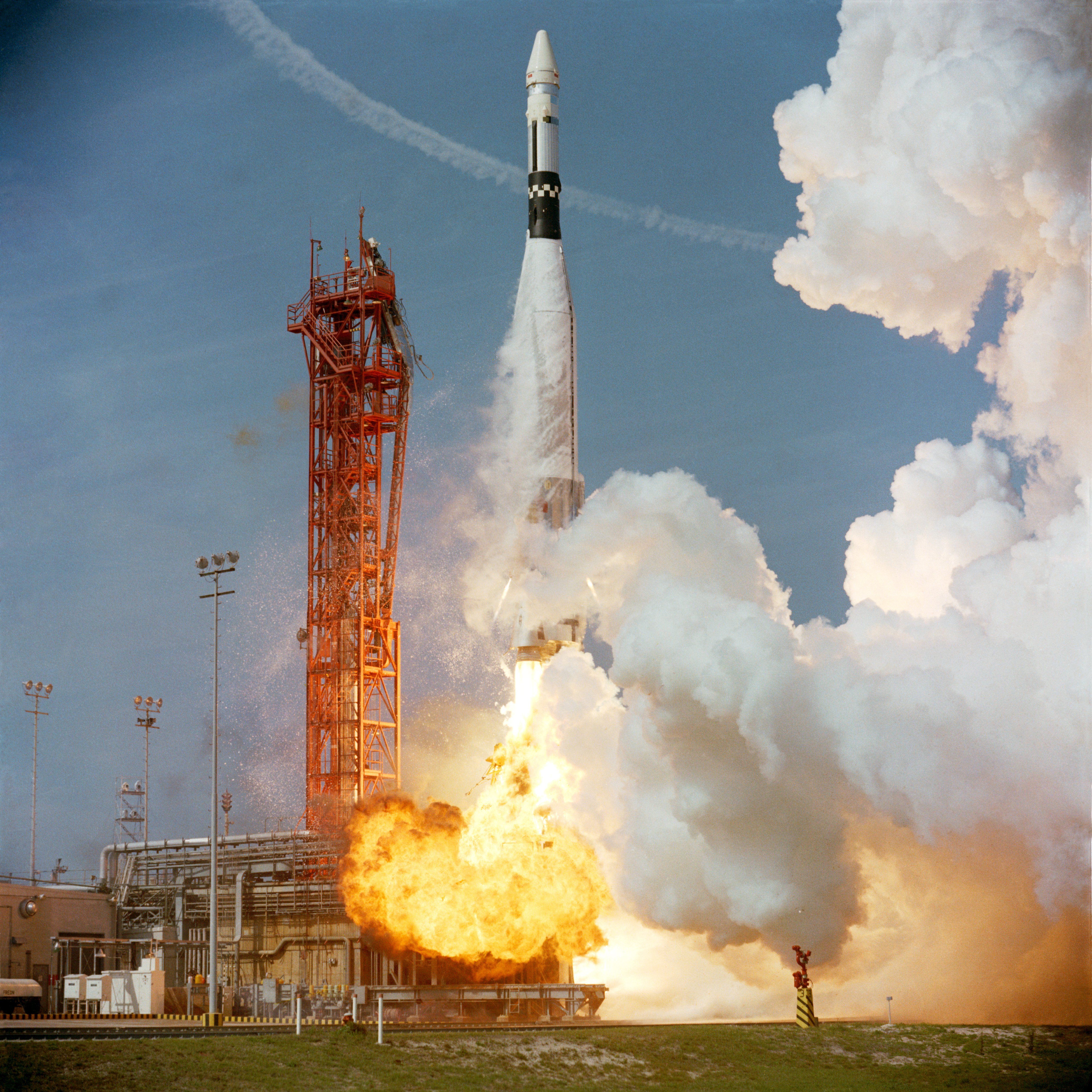
ジェミニ8号とのドッキングの準備のため、アトラスロケットで宇宙に打ち上げられるアジェナ標的衛星

|              | ジェミニ8号用アジェナ標的衛星諸元 |
| ------------ | --------------------------------- |
| 標的衛星     | GATV-5003                         |
| NSSDC ID:    | 1966-019A                         |
| 質量         | 3,175キログラム                   |
| 発射場       | LC-14                             |
| 発射日       | 1966年3月16日                     |
| 発射時間     | 15:00:03 UTC                      |
| 第一近地点   | 299.1キロメートル                 |
| 第一遠地点   | 299.7キロメートル                 |
| 軌道周回時間 | 90.47分                           |
| 軌道傾斜角   | 28.86                             |
| 大気圏再突入 | 1967年9月15日                     |

### ランデブーとドッキング

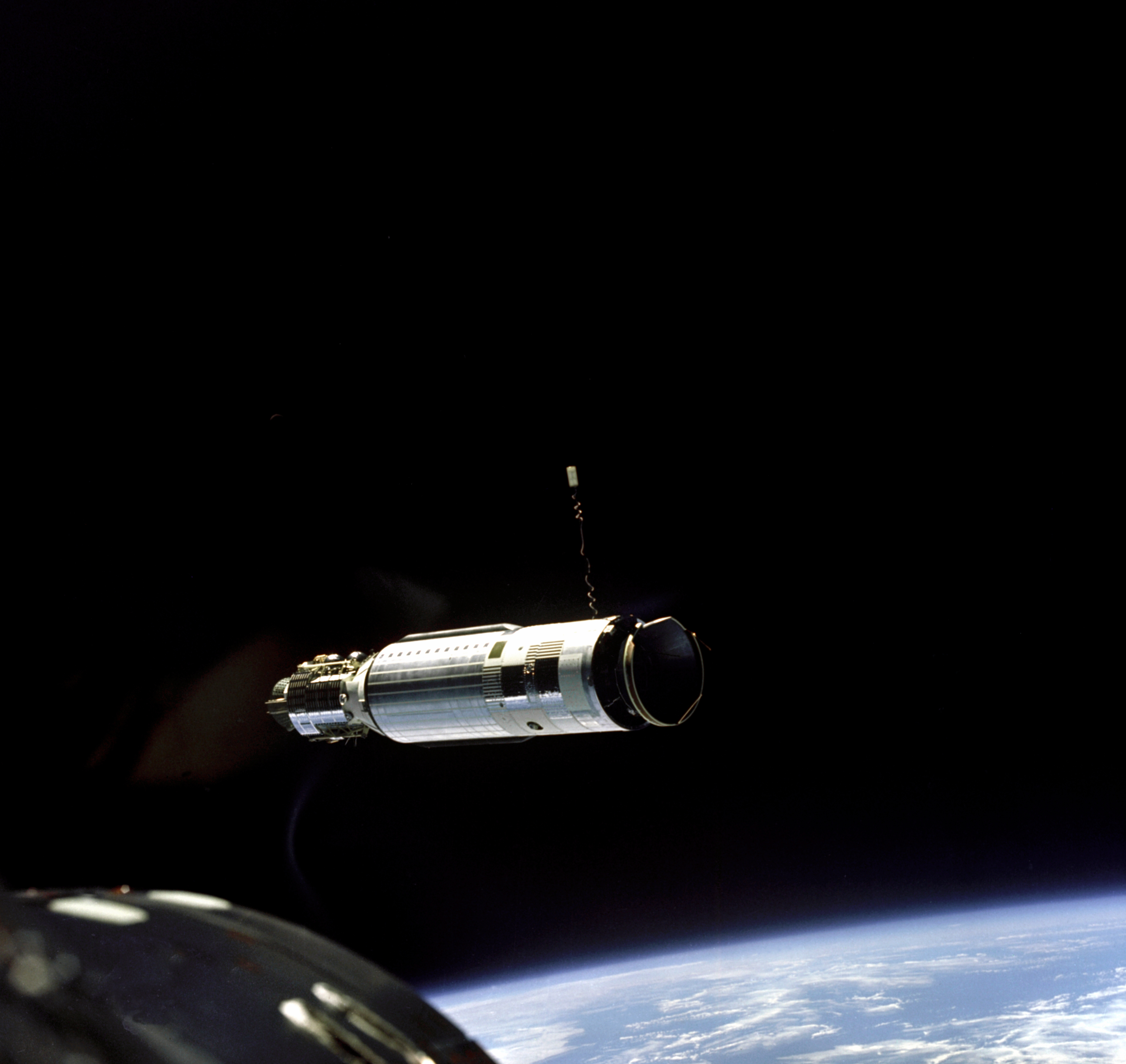
ランデブーの際、ジェミニ8号が撮影したアジェナ標的衛星

第一回の軌道修正は発射から1時間34分後に行われた。飛行士らは軌道姿勢制御システム (Orbit Attitude and Maneuvering System, OAMS) を5秒間噴射し、遠地点をわずかに下げた。第二回の修正は軌道の遠地点の近くで行われ、速度を毎秒15メートル増加させ遠地点と近地点双方を上昇させた。第三回の修正は太平洋上空で行われ、横方向への噴射で毎秒18メートル加速し、軌道平面を南側に傾けた。メキシコ上空にさしかかったとき、ヒューストンの通信担当官ジム・ラヴェルは、さらに毎秒0.79メートル加速する最後の軌道修正が必要であると伝えた。
ランデブー用レーダーは、距離322キロメートルの地点でアジェナの姿をとらえた。発射から3時間48分10秒後、飛行士らはさらにロケットを噴射し、アジェナよりも高度が28キロ低い円軌道に進入した。最初にアジェナを目視したのは距離141キロの地点で、102キロまで接近したときコンピューターによる自動操縦に移行した。
その後の数度にわたる微調整で距離46メートルまで接近し、相対速度はゼロになった。飛行士らは30分間にわたってアジェナを目視で点検し、発射の衝撃による損傷は何も見られないことが確認されたため、管制室はドッキングを遂行するよう指令を出した。アームストロングは毎秒8センチメートルでアジェナへの接近を開始した。数分間のうちにアジェナのドッキング装置の留め金がかかり、緑色のランプが点灯してドッキングが完了したことが示された。「管制室、ドッキングが完了した！ 実にスムーズなものだったよ」と、スコットは無線で地上に報告した。

### 緊急事態
このとき地上の管制官の間には、アジェナの姿勢制御装置に不具合が発生しており、正しいプログラムが搭載されていないのではないかという疑念が生じていた。この疑念はその後間違いであることがわかったが、地上との通信圏外に入る直前、管制室はアジェナに何らかの異常が発生した場合はただちにドッキングを中止するよう飛行士に伝えた。
アジェナが内蔵プログラムにより、ジェミニと結合した船体を90度右に傾ける操作を開始した後、スコットは船体が右回転 (ローリング) していることに気づいた。アームストロングはジェミニのOAMSを使用して回転を止めたが、一旦停止した後、すぐにまたローリングが始まった。この時点で8号は地上との通信圏外にいた。
アームストロングはOAMSの燃料が30%にまで落ちていると報告した、これはすなわち、問題がジェミニのほうにあることを示していた。回転があまりに速くなりすぎると宇宙船の一方または双方が損傷し、さらには燃料を大量に積んだアジェナは分解あるいは爆発するおそれがあるため、飛行士らは状況を分析できるようアジェナを切り離すことを決断した。アームストロングが切り離しのため機体を安定させようと奮闘している一方で、スコットはアジェナの制御を地上からの指令に切り替えた。スコットが分離のボタンを押すと、アームストロングはロケットを長時間噴射してアジェナから遠ざかった。
アジェナの重量が無くなった瞬間、ジェミニの回転数は急激に上昇した。この直後、宇宙船は通信連絡船コースタル・セントリー・キューベック (Coastal Sentry Quebec) の通信圏内に入った。このとき宇宙船の回転数は1秒間に1回転にまで達しており、この状態では飛行士は視界がぼやけ、意識を失ったり回転性めまいに陥ってしまう危険があった。アームストロングは回転を止めるためにOAMSを停止し、大気圏再突入システム (Re-entry Control System, RCS) の推進装置を使用することを決断した。宇宙船の状態が安定すると飛行士らはOAMSを順番に点検し、その結果8番の推進器に異常があることを発見した。再突入用の燃料は回転停止に使用したためほぼ75%が失われており、規定では何らかの理由でRCSを一度でも噴射した場合は飛行を中止しなければならないとされていたため、8号はただちに緊急着陸の準備を始めた。

### 着水

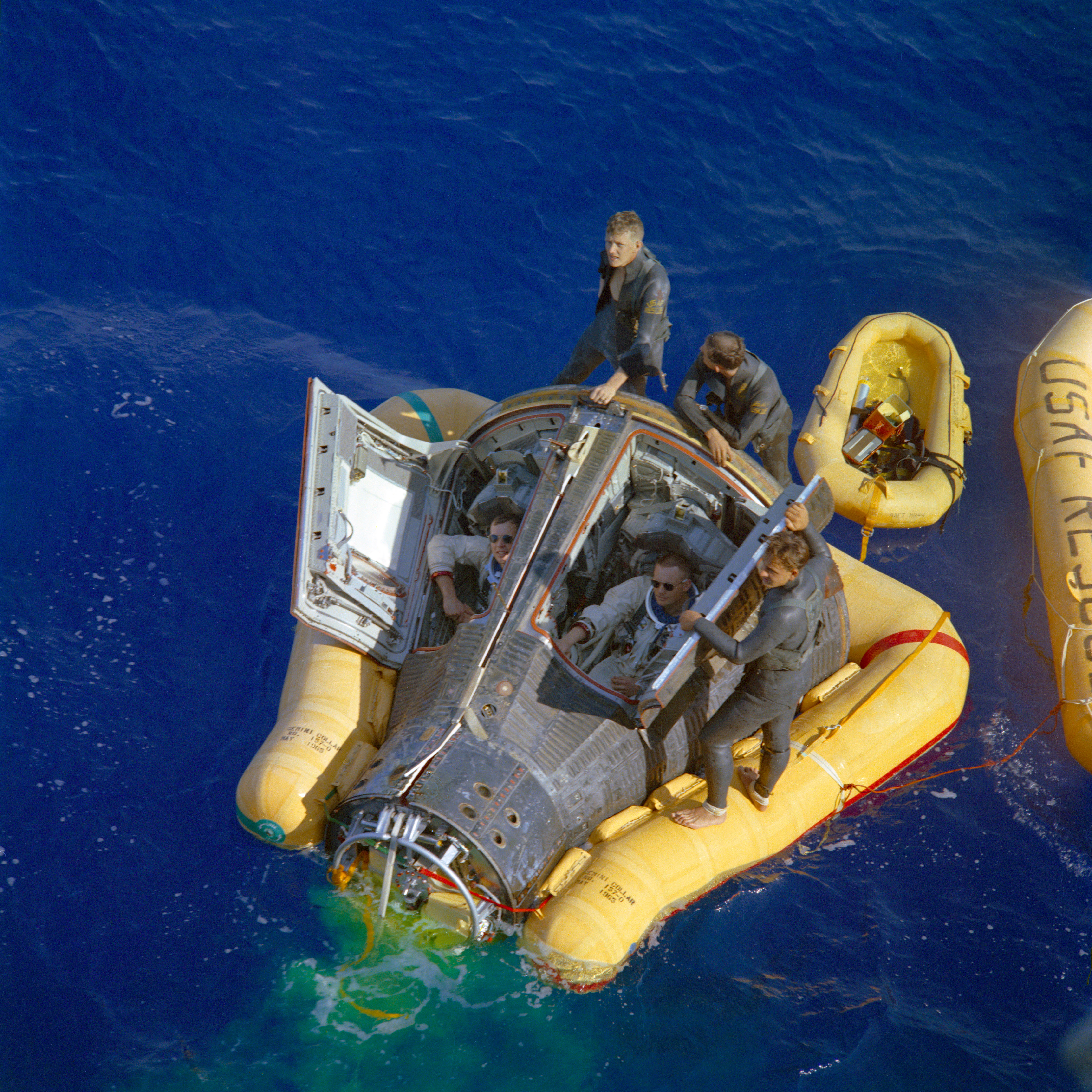
回収されるのを待つアームストロング (右) とスコット (左)

宇宙船は第二回収部隊の活動範囲内に着水させるため、軌道を1周した後に大気圏に再突入することが決定された。当初は大西洋に着水することが予定されていたが、ここに到達するのは3日後のことだった。そのため回収船「レナード・F・メイソン（USS Leonard F. Mason）」は沖縄東方800キロメートル、横須賀南方1,000キロメートルに新たに設定された着水点に向けて出発した。
再突入を開始したのは中国上空で、NASAの通信ステーションの範囲外だった。
航空機も派遣され、パイロットの一人アメリカ空軍レス・シュナイダー（Les Schneider）機長は宇宙船が正確な時間と場所に降下したかを目をこらして観測した。ジェミニを発見すると、飛行機からアメリカ空軍パラレスキュー部隊 (United States Air Force Pararescue) のグレン・M・ムーア (Glenn M. Moore)、エルドリッジ・M・ニール (Eldridge M. Neal)、ラリー・D・ヒュエット (Larry D. Huyett)の3名のレスキュー隊員が飛びおり、宇宙船に浮き輪を取りつけた。着水から3時間後、レナード・F・メイソンは宇宙船を艦上に引き上げた。飛行士らは疲労困憊していたが、無事に生還した。
事故調査の一環として、地上管制官はその後数日間にわたりアジェナに指令を送り、燃料と電源が尽きるまで様々な軌道操作を行い検査した。
この4ヶ月後、ジェミニ10号の飛行士らは廃棄となったアジェナとランデブーし、マイケル・コリンズ飛行士は流星塵収集機を回収することに成功した。
ジェミニ8号の飛行は国防総省の9,655名の人員と96機の航空機、16隻の艦船によって支援された。

## 事故原因と結果
姿勢制御ロケットの故障の原因については決定的なものは発見されなかったが、最も可能性がありそうなのは電気的なショートであると結論づけられ、中でも静電気の放電によるものが最有力であるとされた。推進器への電力は、スイッチが切られても流れ続けていたことが判明した。そのため同様の問題の再発を防止すべく、それぞれの推進器が独立した回路を持つよう宇宙船の設計が変更された。

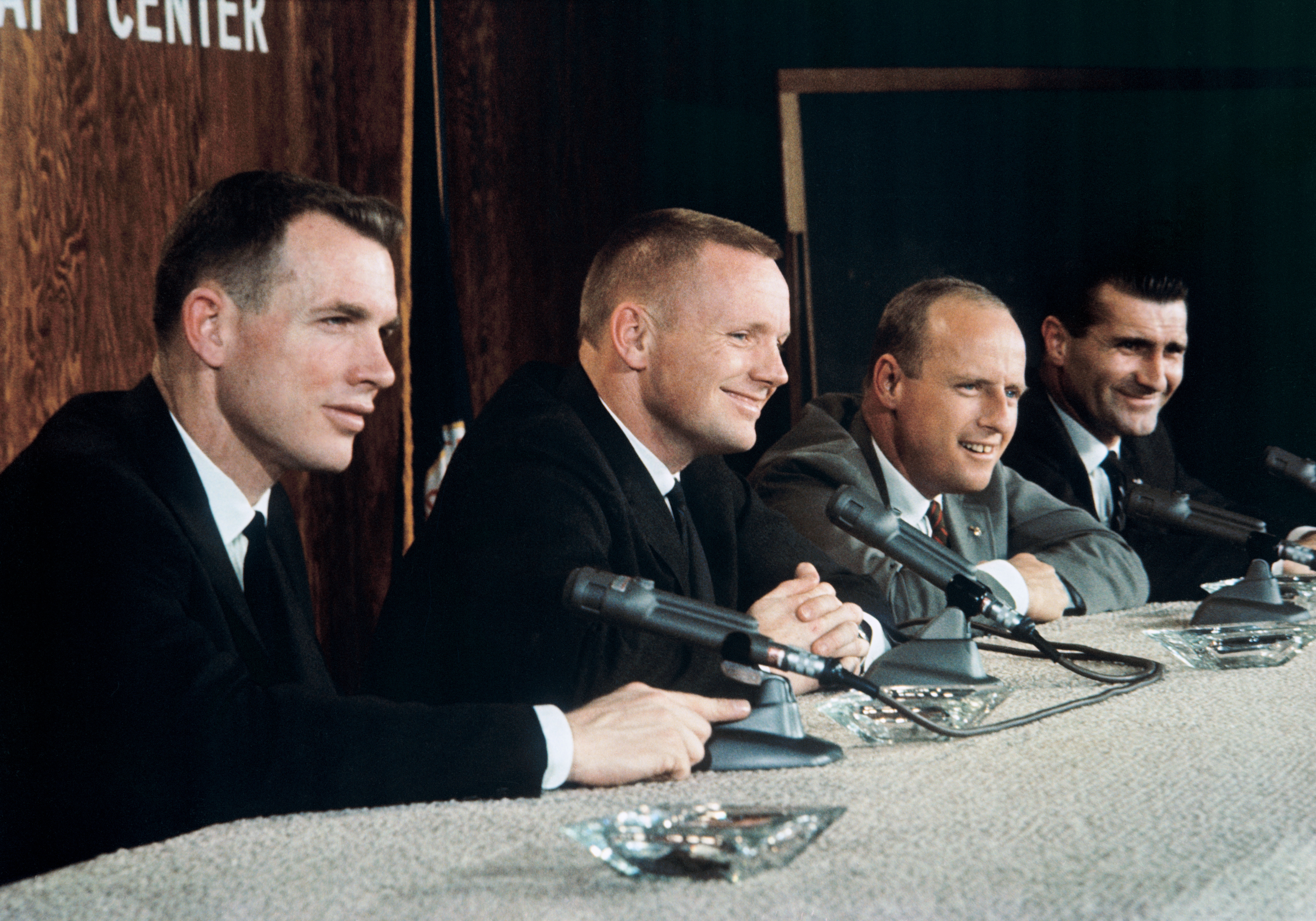
管制室での記者会見で質問に答えるジェミニ8号の搭乗員たち

NASA副局長のロバート・シーマンズ (Robert Seamans) は事故発生当時、ゴダード宇宙飛行センターが主催する夕食会に出席していて、副長官のヒューバート・H・ハンフリーも来賓の講演者として招かれていた。この事故を受け、シーマンズはNASAの問題調査の過程を軍の事故調査委員会に倣 (なら) って見直すことを決定し、1966年4月14日、新過程「業務管理指示書8621.1 飛行失敗の際の調査方針およびその過程」が成文化された。これは重大な飛行の失敗に対し、通常は計画のさまざまな部署の職員が責任を持っていた事故調査について、それらを超えて独自の調査を優先的に行う権限を副局長に与えた。文書では次のように言明されている：「これは宇宙空間および飛行上の活動で発生した、すべての重大な計画失敗についての原因の調査と記録を行い、その結果見出されたものあるいはその勧告を受けた結果として、適切で正しい行動を行うためのNASAの方針である」。
ジェミニ宇宙船の元請であるマクドネル・エアクラフトもまた、自身の諸過程を変更した。この事故以前は、マクドネル社の上級技術者らは発射の時はケープカナベラル空軍基地にいて、その後飛行の残りの時間はテキサス州ヒューストンの管制センターに飛行機で移動することになっていたが、今回の事故は彼らがヒューストンに移動する途中で発生した。そのためマクドネル社は技術者らを、飛行のすべての時間ヒューストンに常駐させることにした。

## 記章

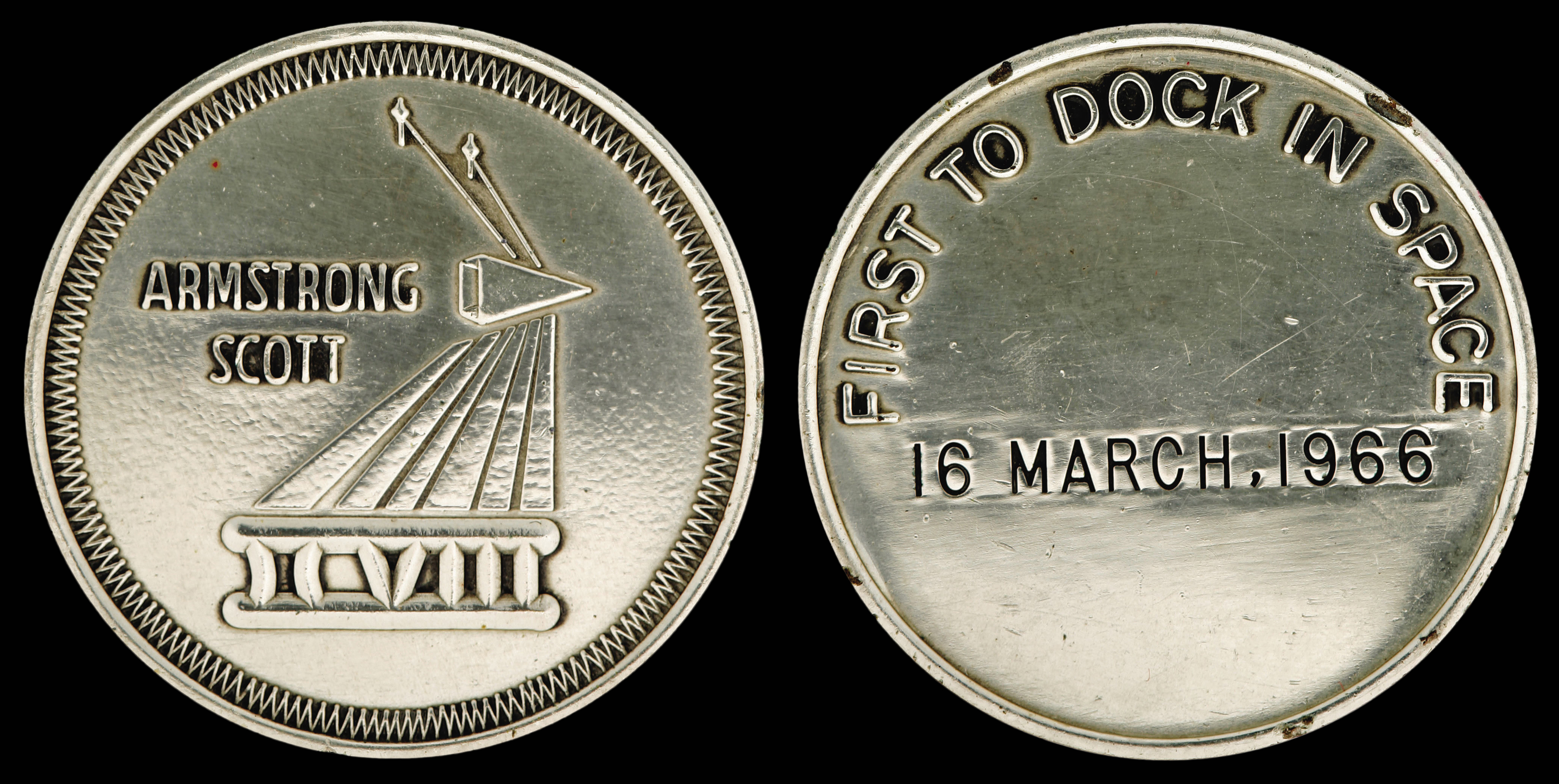
ジェミニ8号の飛行記念メダル

8号の計画の記章は、飛行で達成されることが期待されていたすべての目的をスペクトル線で表わしている。底部にある図柄は、十二宮のジェミニ (ふたご座) の記号  とローマ数字のVIIIを組み合わせたものである。二つの星はふたご座を構成するカストルとポルックスで、その光線はプリズムでスペクトル線に分解されている。記章のデザインをしたのはアームストロングとスコットの両名であった。

## 宇宙船の現在の状態
8号の機体は、現在はオハイオ州ワパコネタ (Wapakoneta) のニール・アームストロング航空宇宙博物館に展示されている。

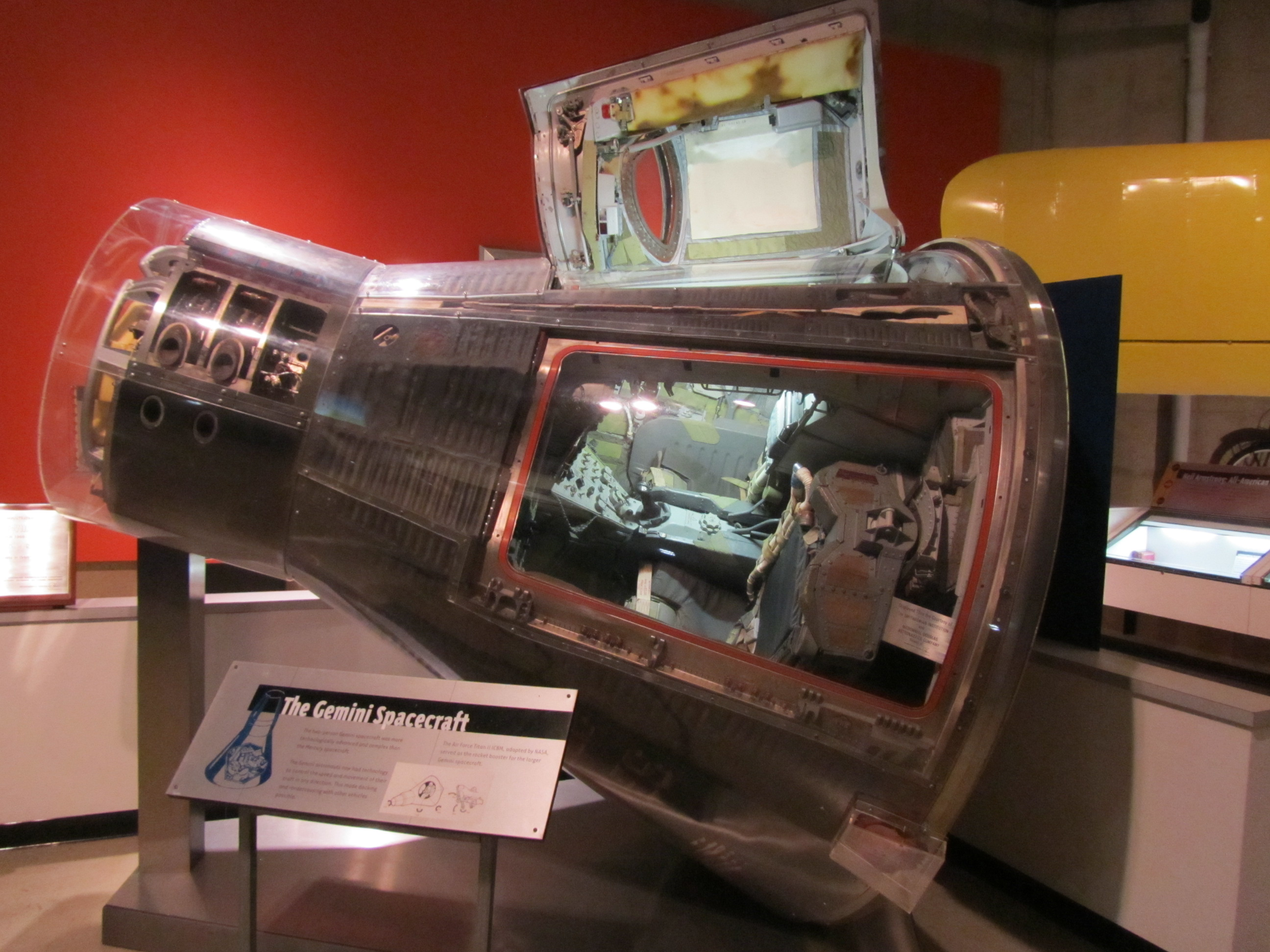
ニール・アームストロング航空宇宙博物館に展示されているジェミニ8号

## 参照
- アジェナ標的衛星
- 着水（英語版）

### 引用
1. ↑  McDowell, Jonathan. “SATCAT”.   Jonathan's Space Pages. 2014年3月23日閲覧。
2. ↑  Hacker, Barton C.; Grimwood, James M. (September 1974). “Chapter 11 Pillars of Confidence”. On the Shoulders of Titans: A History of Project Gemini. NASA History Series. SP-4203. NASA. p. 239 NASAはジェミニIVから、ジェミニの飛行番号をローマ数字に変更した。
3. ↑  “Civilians in Space”. 2016年6月30日閲覧。
4. ↑  “Space.com Joseph A Walker”. 2016年6月30日閲覧。
5. ↑  “Valentina Vladimirovna Tereshkova”. 2010年5月4日閲覧。
6. 1 2  NASA 1966, p. 2.
7. ↑  NASA 1966, p. 3,18-19,40-43.
8. ↑  NASA 1966, p. 3.
9. ↑  Gatland 1976, p. 176.
10. ↑  “Gemini8 Crew and PJs”. 2011年7月27日時点のオリジナルよりアーカイブ。2010年6月15日閲覧。
11. ↑  Seamans, Jr., Robert C. (2005), “Project Apollo: The Tough Decisions”, Monographs in Aerospace History (Washington, D.C.: NASA) 37, SP-2005-4537
12. ↑  Dr. Robert C. Seamans, Jr. (1967年4月5日). “NASA Management Instruction 8621.1 April 14, 1966”. Apollo 204 Review Board Final Report.   NASA. 2011年3月7日閲覧。
13. ↑  “On The Shoulders of Titans - Ch13-6”. 2011年5月4日閲覧。

### 参考書目
- Gatland, Kenneth (1976年). Manned Spacecraft (Second ed.). New York: Macmillan.
- Hacker, Barton C.; Grimwood, James M. (1977年). On the Shoulders of Titans: A History of Project Gemini. NASA SP-4203. Washington, D.C.: National Aeronautics and Space Administration. 2015年1月2日閲覧。
- NASA (1966年3月11日). "Gemini 8 press kit" (PDF) (Press release). NASA. 2012年2月27日時点のオリジナル (PDF)よりアーカイブ。2015年2月27日閲覧。

 この記事にはパブリックドメインである、アメリカ合衆国連邦政府のウェブサイトもしくは文書本文を含む。